# Vi Föräldrar
Vi Föräldrar  var en svensk tidskrift för föräldrar, som utgavs av Bonnier Magazines & Brands. Tidskriften grundades 1968 och riktade sig till föräldrar med små barn, från nyfödda upp till förskoleåldern. 2021 meddelade förlaget att tidskriften skulle läggas ner.

## Chefredaktörer
- Yvonne Berlin-Lindström 1975-1995
- Louise Bratt 2012-2015